# Nikon D3300
D3200 D3400
Le Nikon D3300 est un boîtier reflex numérique Nikon possédant un capteur au format DX (APS-C), lancé le 7 janvier 2014. Il remplace le D3200 comme reflex d'entrée de gamme, destiné aux amateurs.
Nikon a reçu pour ce boîtier le prix TIPA (Technical Image Press Association) du « meilleur reflex entrée de gamme » en 2014.

## Caractéristiques
- Processeur d'images Nikon EXPEED 4.
- Capteur CMOS 24,2 millions de pixels au format DX sans filtre passe-bas[1].
- Nouveau pentamiroir avec grossissement 0.85x et couverture de l'image 95 %
- Sensibilité (plage ISO) 100 - 12800 ISO
- Jusqu'à 5 vues par seconde de cadence de prise de vue.
- Moniteur LCD de 3.0" (7,5 cm) de 921.000 pixels (non articulé et non tactile)
- Mode vidéo : 
  - Enregistrement en 1920 x 1080 60p (progressif)/50p/30p/25p/24p
  - compression H.264/MPEG-4 AVC (microphone intégré monophonique).
- 13 scènes préprogrammées.
- Format de fichier : JPEG, NEF (RAW) 12 ou 14 bits compressé
- Connecteur HDMI mini (Type C)
- Batterie Lithium-ion EN-EL14a.